# August Westergaard
August T. „Augie” Westergaard, zapisywany także jako August Westgaard (ur. 7 marca 1921 w Whiting, zm. 2 marca 2008 w Onawie) – amerykański strzelec, mistrz świata.

## Życiorys
Urodził się w wiejskiej rodzinie Chrisa i Flory. W 1939 roku ukończył Whiting High School. Przez całe życie był rolnikiem. Zasiadał w lokalnych instytucjach, głównie na szczeblu hrabstwa. Był członkiem National Rifle Association of America i American Single Shot Rifle Association.
Westergaard zdobył 4 medale w karabinie małokalibrowym na mistrzostwach świata, w tym 3 w konkurencjach drużynowych. Jedyne indywidualne podium wywalczył na zawodach w 1954 roku, gdy zdobył brąz w karabinie małokalibrowym 60-strzałowym leżąc z 50 m (przegrał wyłącznie z Gilmourem Boą i Kurtem Johanssonem). Wraz z drużyną osiągnął w tej konkurencji swoje jedyne zwycięstwo na mistrzostwach świata (skład zespołu: Arthur Cook, Arthur Jackson, August Westergaard, Verle Wright).
Był rezerwowym amerykańskiej reprezentacji na Letnich Igrzyskach Olimpijskich 1952. Westergaard ma w dorobku medale igrzysk panamerykańskich. Podczas turnieju w 1955 roku zdobył przynajmniej 3 medale w zawodach drużynowych, w tym dwa złota (karabin dowolny w trzech postawach z 300 m i karabin małokalibrowy leżąc z 50 m) i 1 brąz (karabin standardowy w trzech postawach z 300 m).
W 1950 roku poślubił Carolyn Reese, z którą miał 4 synów.

## Wyniki

### Medale mistrzostw świata
Opracowano na podstawie materiałów źródłowych:
| Mistrzostwa       | Konkurencja                                                | Wynik                             | Miejsce |
| ----------------- | ---------------------------------------------------------- | --------------------------------- | ------- |
| Buenos Aires 1949 | Karabin małokalibrowy leżąc, 50 i 100 m, drużynowo         | 2950 pkt. (druż.) 585 pkt. (ind.) |         |
| Oslo 1952         | Karabin małokalibrowy leżąc, 50 m, drużynowo               | 1979 pkt. (druż.) 390 pkt. (ind.) |         |
| Caracas 1954      | Karabin małokalibrowy leżąc, 50 m (60 strzałów)            | 596 pkt.                          |         |
| Caracas 1954      | Karabin małokalibrowy leżąc, 50 m, drużynowo (60 strzałów) | 2373 pkt. (druż.) 596 pkt. (ind.) |         |